# Picrophylla
Picrophylla is een geslacht van vlinders van de familie spanners (Geometridae), uit de onderfamilie Ennominae.

## Soorten
- P. hyleora Turner, 1922
- P. rhabducha Turner, 1947
- P. rubea Turner, 1947